# Bogdan Pamuła
Bogdan Pamuła (ur. 2 sierpnia 1961 w Wadowicach) – polski koszykarz, wieloletni trener Stali Stalowa Wola.

## Kariera klubowa i trenerska
Wychowanek Skawy Wadowice, później zawodnik AZS-AWF Kraków, następnie Siarki Tarnobrzeg i Stali Stalowa Wola. W roku 1990 zakończył karierę zawodniczą, a rozpoczął pracę trenerską, w grupach młodzieżowych Stali. W latach 1990–1993 i 1997–1998 pracował z drużynami seniorów pełniąc rolę asystenta pierwszego trenera. Poza pracą w Stali pełnił rolę trenera w Ośrodku Szkolenia Sportowego Młodzieży przy PZKosz w Stalowej Woli oraz prowadził reprezentację Polski kadetów.
W 2008 został trenerem Stali Stalowa Wola, z którą wywalczył awans do Ekstraklasy. W debiutanckim sezonie 2009/2010 zajął 11. miejsce i utrzymał zespół w lidze (który ostatecznie wycofał się po sezonie, wskutek problemów finansowych). W sezonie 2010/2011 był trenerem Siarki Tarnobrzeg. W 2011 został trenerem grup młodzieżowych i seniorskiej, trzecioligowej Stali Stalowa Wola. Ze Stalą Stalowa Wola w 2015 roku wywalczył awans do II ligi.

## Przebieg kariery zawodniczej
- 1976–1980 Skawa Wadowice
- 1980–1984 AZS Kraków
- 1984–1985 Siarka Tarnobrzeg
- 1985–1990 Stal Stalowa Wola

## Życie prywatne
Ojciec Piotra Pamuły, który również został koszykarzem.